# Pico da Pedra Bonita

## Pedra Bonita (Pedra do Campestre)
A Pedra Bonita, também conhecida localmente como Pedra do Campestre, é uma formação rochosa de grande destaque geológico e paisagístico, localizada na Serra da Mantiqueira, entre os municípios de Gonçalves e Sapucaí-Mirim, no sul de Minas Gerais. Sua imponente estrutura granítica é um dos pontos mais elevados da região, proporcionando vistas panorâmicas de 360 graus da paisagem circundante.

### Geografia e Geologia
O pico da Pedra Bonita ou Pedra do Campestre possui cota altimétrica entre 2060 e 2120 metros acima do nível do mar, segundo marcações de GPS particulares, o que explica esta variação. A formação é composta predominantemente por rochas graníticas, resultantes de processos geológicos de milhões de anos que modelaram a paisagem atual. A altitude elevada do local contribui para um clima de montanha, com temperaturas mais amenas e, ocasionalmente, a ocorrência de geadas.

### Biodiversidade
A área ao redor da Pedra Bonita é caracterizada pela transição entre formações de Mata Atlântica e campos de altitude. Essa ecologia mista abriga uma rica biodiversidade, incluindo espécies vegetais e animais adaptadas a esse tipo de ambiente. A preservação da flora e fauna local é fundamental, dada a importância da Serra da Mantiqueira como um hotspot de biodiversidade, havendo uma proposta de promulgação de um PARNA. 

### Turismo e Acesso
A Pedra Bonita é um destino popular para o ecoturismo e o turismo de aventura, sendo um atrativo turístico natural divulgado pela  IGR Circuito Serras Verdes. As trilhas que levam ao seu cume são de dificuldade moderada a alta, atraindo praticantes de hiking e montanhismo. Do topo, é possível avistar vastas extensões de vales, montanhas e, em dias de boa visibilidade, cidades vizinhas. A região e as cidades circunvizinhas oferecem diversas opções de hospedagem e gastronomia rural, complementando a experiência dos visitantes. O acessos principais  geralmente se dão por estradas vicinais que conectam Gonçalves e Sapucaí-Mirim, sendo 2 principais acessos, um saindo da cidade de Gonçalves subindo pela face norte da montanha e outro pela cidade de Sapucaí-Mirim, subindo pela face sul da montanha. Ambas as trilhas chegam à crista da serra e seu topo.

### Importância Cultural e Histórica
Para as comunidades locais de Gonçalves e Sapucaí-Mirim, a Pedra Bonita possui também um significado cultural e histórico, sendo parte integrante da identidade regional. Lendas e histórias podem estar associadas à formação, transmitidas de geração em geração e consolidadas dentro dos registros de ambas as cidades, inclusive a sinonímia dos nomes, Pedra Bonita é o nome mais utilizado pela comunidade de Gonçalves e Pedra do Campestre é o nome mais utilizado pela comunidade de Sapucaí Mirim. 

### Mapeamento Georreferenciado SISEMA MG
O sistema SISEMA MG (Sistema Estadual de Meio Ambiente e Recursos Hídricos de Minas Gerais) disponibiliza dados georreferenciados que podem ser utilizados para uma localização precisa da Pedra Bonita/Pedra do Campestre, sendo a divisa dos municípios a crista da serra e o ponto culminante no máximo da cota altimétrica no município de Sapucaí Mirim.
https://www.minasgerais.com.br/pt/roteiros/trilha-pedra-bonita